# Мамченко Сергій Миколайович
Сергій Миколайович Мамченко (28 квітня 1962, Київ) — український педагог. Доктор педагогічних наук, доцент, полковник. Директор Навчально-наукового інституту інформаційної безпеки Національної академії Служби безпеки України.

## Біографія
Народився 28 квітня 1962 року в Києві. У 1984 році закінчив Київський державний університет ім. Т. Г. Шевченка за спеціальністю «Прикладна математика», у 1993 році — Академію Міністерства безпеки Російської Федерації.
З 1984 року проходив службу в органах державної безпеки, з 1990 року на науково-педагогічній роботі.
Перший проректор з навчальної роботи Національної академії Служби безпеки України. Директор центру навчально-методичної роботи Національної академії Служби безпеки України. Член Президії Підкомісії з національної безпеки Науково-методичної ради МОН і науково-методичні комісії з вищої освіти.. З 2014 року Т.в.о. ректора Національної академії Служби безпеки України.

## Автор праць
- Автор більше 30 праць у сферах педагогіки вищої освіти, інформаційно-аналітичної роботи та системного аналізу.